# Episodi di Waking the Dead (settima stagione)
La settima stagione della serie televisiva Waking the Dead è stata trasmessa nel Regno Unito nel 2008.
In Italia è andata in onda in prima visione assoluta su Giallo dal 21 ottobre al 18 novembre 2013. Gli episodi 5 e 6 non sono stati trasmessi.
| Nº | Titolo originale        | Titolo italiano             | Prima TV UK    | Prima TV Italia  |
| -- | ----------------------- | --------------------------- | -------------- | ---------------- |
| 1  | Missing Persons, Part 1 | Persone scomparse - parte 1 | 14 aprile 2008 | 21 ottobre 2013  |
| 2  | Missing Persons, Part 2 | Persone scomparse - parte 2 | 15 aprile 2008 | 21 ottobre 2013  |
| 3  | Sins, Part 1            | Peccati - parte 1           | 21 aprile 2008 | 28 ottobre 2013  |
| 4  | Sins, Part 2            | Peccati - parte 2           | 22 aprile 2008 | 28 ottobre 2013  |
| 5  | Duty and Honour, Part 1 |                             | 28 aprile 2008 | non trasmesso    |
| 6  | Duty and Honour, Part 2 |                             | 29 aprile 2008 | non trasmesso    |
| 7  | Skins, Part 1           | Pelle - parte 1             | 5 maggio 2008  | 4 novembre 2013  |
| 8  | Skins, Part 2           | Pelle - parte 2             | 6 maggio 2008  | 4 novembre 2013  |
| 9  | Wounds, Part 1          | Ferite - parte 1            | 12 maggio 2008 | 11 novembre 2013 |
| 10 | Wounds, Part 2          | Ferite - parte 2            | 13 maggio 2008 | 11 novembre 2013 |
| 11 | Pieta, Part 1           | Pietà - parte 1             | 19 maggio 2008 | 18 novembre 2013 |
| 12 | Pieta, Part 2           | Pietà - parte 2             | 20 maggio 2008 | 18 novembre 2013 |